# Vincenzo D'Isanto
Vincenzo D'Isanto (Pozzuoli, 6 aprile 1981) è un ex calciatore italiano, di ruolo centrocampista.

## Carriera
Nel 1998 viene acquistato dal Genoa ed esordisce in serie B con in maglia rossoblù nella partita casalinga contro il Vicenza il 5 settembre 1999 dopo una breve esperienza in prestito alla Viterbese in serie C1. Conclude l'esperienza rossoblù con 35 presenze e tre gol, segnando anche l'inutile gol del 2-1 nel derby esterno perso contro la Sampdoria del 15 novembre 2002, che supera il portiere Turci con una conclusione da fuori area. Nel 2003-2004 gioca nella Pistoiese in serie C1, poi la stagione successiva ritorna tra i cadetti con la Ternana. Ritorna quindi in Toscana al Grosseto in serie C1 dove raggiunge la promozione in serie B, poi passa alla Salernitana in serie C1 dove fa poche presenze, decide quindi di ritornare dopo tre anni alla Pistoiese sempre in C1, a causa delle gravi difficoltà finanziarie della società toscana torna di nuovo in Campania per vestire la maglia del Benevento dove milita in Lega Pro Prima Divisione e sfiora la promozione. Decide quindi di tornare in Liguria dopo sei anni e passa alla Lavagnese per poi passare al Bogliasco sempre in serie D. Dopo le esperienze in serie D milita in molte squadre di Eccellenza del genovesato e il 18 dicembre 2015 passa all'U.S.D. Cella di Genova.

## Palmarès
- Campionato italiano Serie C1: 1

Grosseto: 2006-2007